# Stelletta eduardoi
Stelletta eduardoi är en svampdjursart som beskrevs av Desqueyroux-Faúndez och van Soest 1997. Stelletta eduardoi ingår i släktet Stelletta och familjen Ancorinidae.
Artens utbredningsområde är Galápagosöarna. Inga underarter finns listade i Catalogue of Life.